# Elaeagnus numajiriana
Elaeagnus numajiriana — вид квіткових рослин з родини маслинкових (Elaeagnaceae). Поширення: Японія (півострів Кії, Сікоку).